# Walter Frankenstein
Walter Frankenstein, född 30 juni 1924 i dåvarande Flatow i Posen-Westpreussen i Tyskland (nuvarande Złotów i Storpolens vojvodskap, Polen), död 21 april 2025 i Stockholm, var en svensk ingenjör och förintelseöverlevare. Han lyckades överleva Förintelsen genom att från 1943 gömma sig hos vänner och i utbombade hus i Berlin. Från 1947 bodde han med sin familj i Israel. Familjen flyttade till Sverige 1956.
Frankenstein fick arbete som plattsättare i bland annat Slussens tunnelbanestation i Stockholm och utbildade sig till civilingenjör. Efter pensioneringen studerade han Europas moderna historia och han höll regelbundet föreläsningar om sina erfarenheter av judeförföljelsen i Sverige och Tyskland.

## Biografi
Som barn bodde Walter Frankenstein ovanpå modern Martha Frankensteins lanthandel i Flatow. Fadern avled 1929 och hans farbror, läkaren Selmer Frankenstein, blev hans förmyndare. Hans idrottsintresse grundades då han såg fotbollsklubben Hertha bli tysklandsmästare 1930 och 1931 och han var en livslång supporter till Hertha. Han började i folkskolan, men måste sluta vid tolv års ålder eftersom hans föräldrar var av judisk tro. Farbrodern tog med honom till ett barnhem i Berlin, där de anlände till Alexanderplatz den 27 juni 1936. En vecka senare fick han följa med en morbror på de Olympiska spelen och såg löparen Jesse Owens vinna flera guldmedaljer. Sedan fick han börja i en judisk folkskola.
Nürnberglagarna 1938 utlöste Kristallnatten och 14-åringen Frankenstein såg bränderna i Berlin från barnhemmets tak. Lagarna hindrade också Frankenstein från att utbilda sig till arkitekt. I stället gick han två år i murarlära i den judiska församlingens yrkesskola. Han lärde känna Leonie Rosner och de gifte sig den 20 februari 1942; paret fick därefter sonen Uri. Makarna tvingades till tvångsarbete och såg hur Martha Frankenstein och andra släktingar deporterades. Därför rev de av sina davidsstjärnor och gömde sig för Gestapo, vilket var riskfyllt för judar som vistades på Berlins gator. Leonie Frankenstein flyttade till sina föräldrar i Leipzig och senare 1944 föddes sonen Michael. Efter att Leonies mor deporterats, återvände hon till Berlin för att dela sin mans vistelse i ruinerna. De fick där hjälp av Edith Berlow, som ordnade tillfälliga gömställen i sin villa på Menzerstrasse i stadsdelen Schöneberg. Familjen måste därefter återkommande flytta till nya gömställen och lyckades klara sig tills Berlin befriades i maj 1945. Samma höst lyckades hustrun få emigrantvisum till Palestina med sina två barn. Frankenstein fick löfte om att få följa efter inom sex veckor.

### Bayern
Flyktingorganisationen Bricha tog hand om Frankenstein och förde honom till ett utbildningsläger i Greifenberg, en liten by i Landsberg i Bayern. Han fick i uppgift att vara idrottslärare för pojkar och flickor från Östeuropa, ungdomar som behövde bygga upp sin kondition och sitt självförtroende. Resan till Palestina sköts därför upp på obestämd tid. Storbritannien ville begränsa invandringen till Palestina och Bricha började därför organisera illegal invandring. Organisationen chartrade och köpte skepp och försökte på så sätt i hemlighet transportera judar till Palestina via Frankrike.

### Marseille
I juli 1946 fick Frankenstein och hans grupp resa till Frankrike med amerikanska militärlastbilar, och de och anlände till hamnstaden Marseille. 5 000 personer väntade där på avresa till Palestina. Den 29 juli avseglade ett fartyg med 754 människor ombord. Frankenstein var inte med, för han hade anlitats av judiska soldater för att bygga om fartygens lastrum till transport av människor.

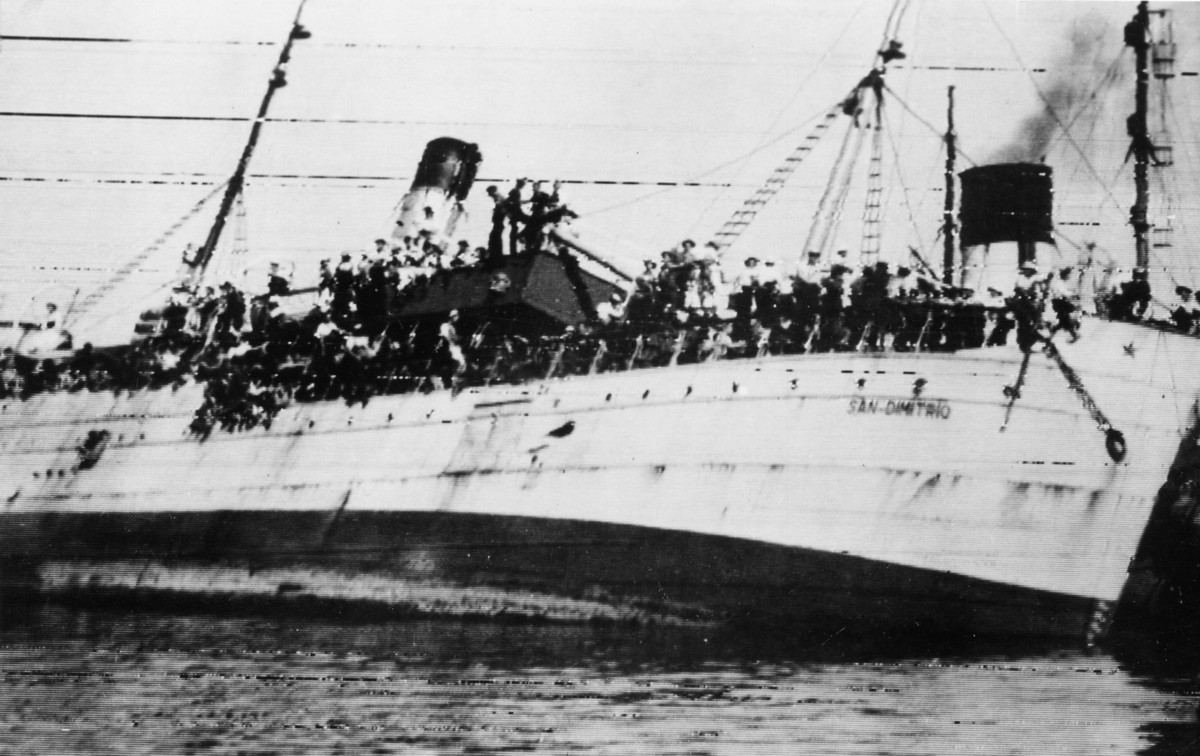
S/S San Dimitrio med slagsida, i Haifas hamn 1946.

Frankenstein byggde om S/S San Dimitrio, byggd i Stockholm 1871 som ett kustlastfartyg som hade plats för 75 passagerare. När fartyget lämnade Marseille den 19 oktober 1946 var Frankenstein slutligen ombord tillsammans med över 1 000 personer. Fartyget seglade under panamansk flagg och bytte namn till Latrun. Tio dagar senare upptäcktes fartyget av brittiskt flyg, och den 31 oktober bordades fartyget av brittiska jagare. Soldater äntrade fartyget och kastade tårgasbomber och slagsmål utbröt. Latrun fördes in i Haifa, men judarna fick inte gå i land utan skulle föras till den brittiska kolonin Cypern.

### Palestina
Den återsamlade familjen Frankenstein fick därefter bo i en liten lägenhet i Hadera. Walter Frankenstein fick arbete som plattsättare och startade kort tid därefter en egen firma. På nätterna kallades han ofta in till Haganah för att delta i beskyddet av judiska bosättningar.
När staten Israel bildades inkallades Frankenstein och deltog i frihetskriget. Efter vapenstilleståndet 1949 arbetade Frankenstein med bevattningsdiken på kibbutzer och rördragning vid Döda havet. Arbetet slet dock hårt på kroppen och 1956 bestämde familjen sig för att flytta till Nordeuropa.

### Sverige
Walter Frankenstein hade under alla år hållit kontakt med sin barndomsvän Rolf Rothschild, civilingenjör och svensk medborgare. Familjen Frankenstein reste därför till Stockholm, där de fick hjälp med bostad i Bandhagen. Walter Frankenstein fick arbete som plattsättare i konstruktionen av tunnelbanestationer. År 1964 började Frankenstein studera, tog studentexamen och blev 1970 civilingenjör. Han fick arbete som byggnadskonstruktör och tjänstgjorde därefter som materialprovare vid kärnkraftverk i Sverige och Finland. Sönerna flyttade hemifrån i slutet på 1960-talet och Frankenstein började studera Tysklands moderna historia. Han ville veta bakgrunden till förintelsen och fördjupade sig i nya böcker som kom ut i hans födelseland. Han köpte många böcker och skapade ett fackbibliotek om nationalsocialismen. Han oroade sig för Tysklands nationaldemokratiska parti som började växa sig starkt.
Efter pensioneringen 1984 reste paret Frankenstein runt i Europa och till Israel. Frankenstein tilldelades 30 juni 2014, som ett överlevande ögonvittne till en viktig epok i Europas historia, Förbundsrepubliken Tysklands förtjänstorden. Han höll föreläsningar på judiska museet i Berlin och i skolor runt om i både Tyskland och Sverige.
Frankenstein tog initiativ till att skapa flera minnesmärken i Berlin. 2017 avtäckte han en minnestavla vid Edith Berlows bostad i Schöneberg, Berlin. 2018 syntes han i utställningen "Witnesses" på Kulturhuset i Stockholm, där överlevande från förintelsen presenterades.